# Maria Antónia de Áustria-Toscana
Maria Antónia Roberta Blanca Leopoldina Carola Josefa Rafaela Micaela Ignácia Aurélia de Habsburgo-Lorena (em alemão: Maria Antonia Roberta Blanka Leopoldina Karole Josepha Raphaela Michaela Ignatia Aurelia von Habsburg-Lothringen) (Zagreb, 13 de julho de 1899 - Porto Alegre, 22 de outubro de 1977), foi princesa da Toscana, Hungria e Bohemia e arquiduquesa da Áustria, e membro da Casa de Habsburgo-Lorena.

## Início de vida

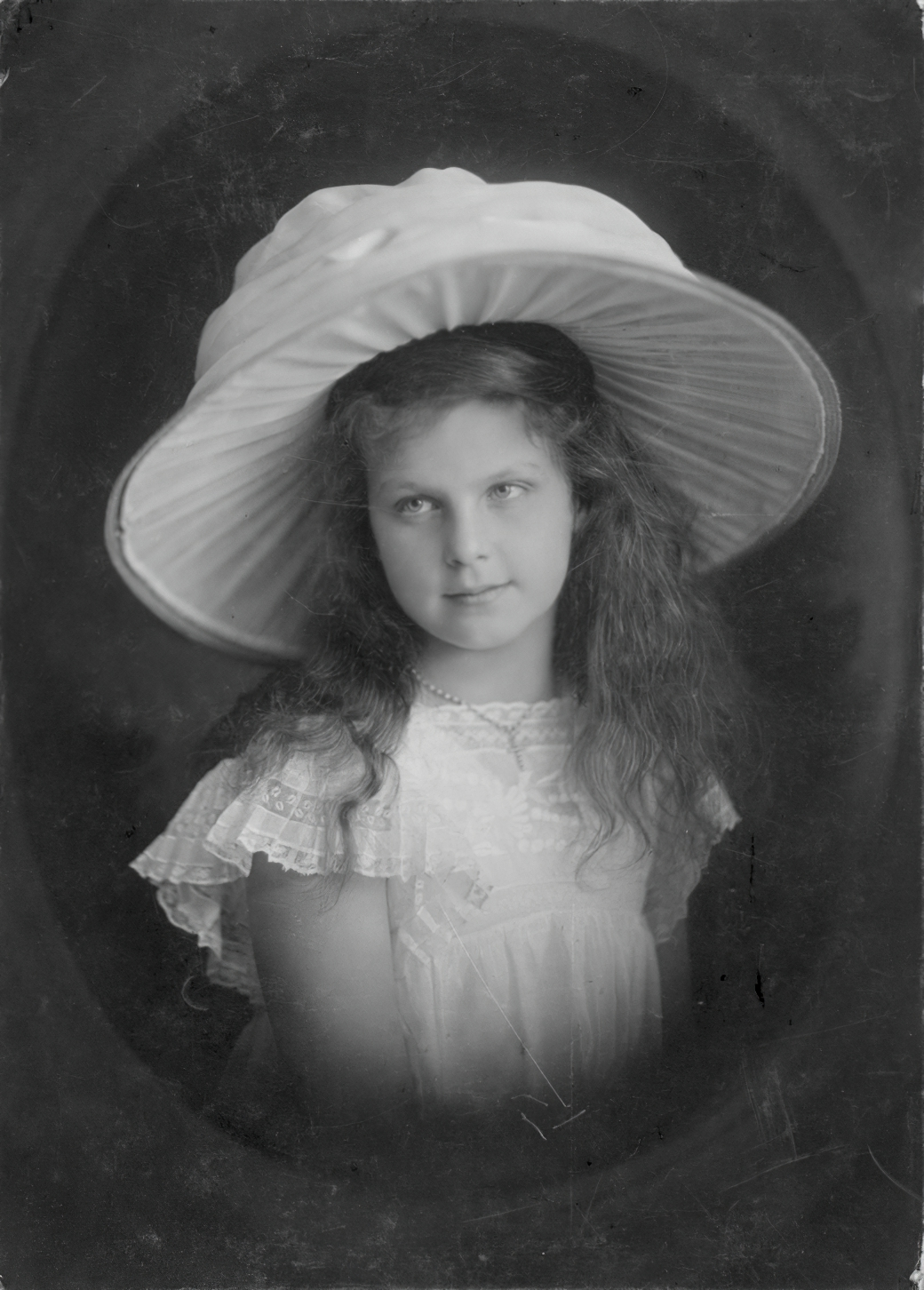
Maria Antónia em 1912

A arquiduquesa Maria Antónia nasceu a 13 de julho de 1899 em Zagreb, Império Austríaco (atual Croácia). Ela era a sexta filha, de dez filhos, do arquiduque Leopoldo Salvador da Áustria e de sua esposa, a infanta Branca de Espanha. Ela foi batizada com os nome de Maria Antónia Roberta Blanca Leopoldina Carola Josefa Rafaela Micaela Ignácia Aurélia, mas era tratada pela família apenas como "Mimi".
Maria Antónia tinha dezenove anos quando da queda da monarquia dos Habsburgos. O fim da Primeira Guerra Mundial marcou uma queda acentuada na prosperidade de sua família. O governo republicano da Áustria confiscou as propriedades dos Habsburgos. A família perdeu toda a sua fortuna. Os irmãos mais velhos de Maria Antónia, os arquiduques Rainer e Leopoldo, permaneceram na Áustria e reconheceram a nova república. O resto da família mudou-se para a Espanha em janeiro de 1919. Eles se estabeleceram em Barcelona vivendo com simplicidade com meios muito limitados. Enquanto as três irmãs mais velhas de Maria Antónia, as arquiduquesas Dolores, Imaculada e Margarida eram flexíveis, Maria Antonia e sua irmã mais nova Assunta eram mais rebeldes e entraram em confronto com sua mãe, a infanta Branca.

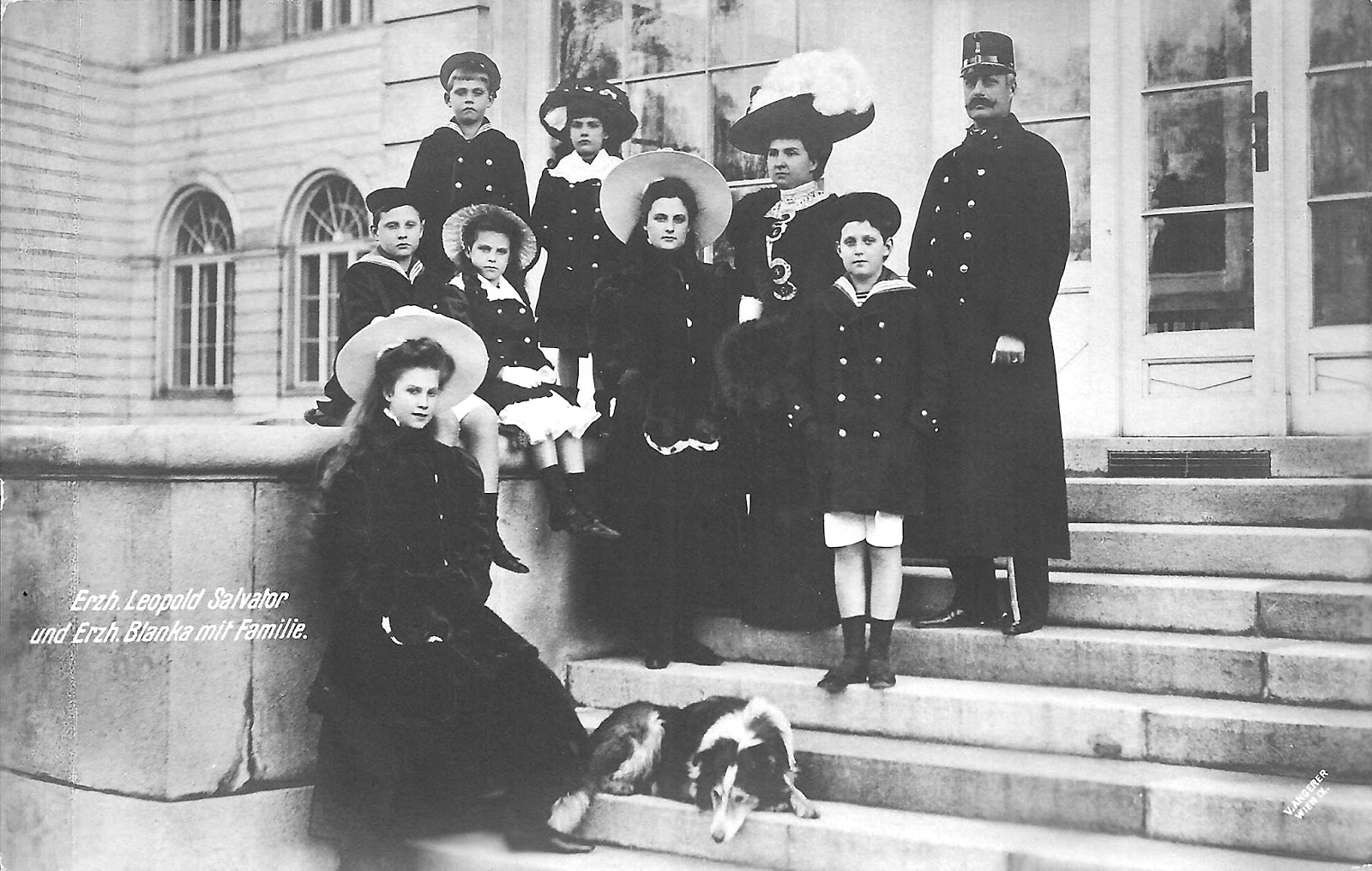
A família Maria Antónia

Enquanto morava em Barcelona, Maria Antónia se voltava cada vez mais para a religião. Embora ambos os pais fossem católicos observadores, eles acharam o seu fervor religioso particularmente preocupante porque sua irmã Assunta seguiu a liderança de Maria Antónia. A arquiduquesa Maria Antónia queria ser freira, mas sua mãe achava que Maria Antónia não tinha nem a vocação nem o temperamento necessários para seguir uma vida religiosa. Para fazê-la refletir sobre sua decisão, os pais de Maria Antónia a levaram para a ilha de Maiorca. Ao mesmo tempo, Infanta Branca e seu marido queriam ver se havia alguma propriedade que pudessem reivindicar do tio Arquiduque Luís Salvador, que morrera uma década antes, solteiro. A família descobriu que não havia mais nada que eles pudessem herdar. A arquiduquesa Maria Antónia rapidamente deixou para trás suas intenções de se tornar freira. Ela se apaixonou por Ramon Orlandis y Villalonga (1896-1936), que pertencia à pequena nobreza espanhola, mas como a arquiduquesa, ele não tinha fortuna pessoal. Seu pai perdeu o título quando não pagou os impostos da nobreza. O casamento ocorreu em Barcelona em 16 de julho de 1924. O casal vivia em Maiorca, onde eram os pais de cinco filhos que tinham o sobrenome Orlandis y Habsburgo:
- Blanca Maria (1926-1969) casou-se com Raul Ereñu em 1948, com descendência;
- Juan, Barão de Pinopar (1928-1977), casou-se com Hildegarde Bragagnolo em 1951, com descendência;
- Maria Antonia (1929-1991), solteira
- Isabel (1931) casou-se com Fausto Morell, Marquês de Sollerich em 1954, com descendência;
- Alfonsina (1936), casou-se com Joaquín Zaforteza em 1981, sem descendência.

O primeiro marido da arquiduquesa Maria Antónia morreu durante a Guerra Civil Espanhola em 1936. Viúva com cinco filhos, Maria Antónia, conhecida agora como viúva de Orlandis, emigrou para a América do Sul. Em 1942, no Uruguai, ela se casou com Don Luis Perez Sucre (1899-1950), nascido na Argentina. A família mudou-se, então, para Porto Alegre, no Brasil. Sucre morreu oito anos depois do casamento. Com a morte do marido, Maria enfrentou grande pobreza.
A arquiduquesa Maria Antónia morreu em Canoas, cidade próxima de Porto Alegre, em 1977, onde deixou inúmeros descendentes.